# 1862
1862 (MDCCCLXII) a fost un an obișnuit al calendarului gregorian, care a început într-o zi de miercuri.

## Evenimente

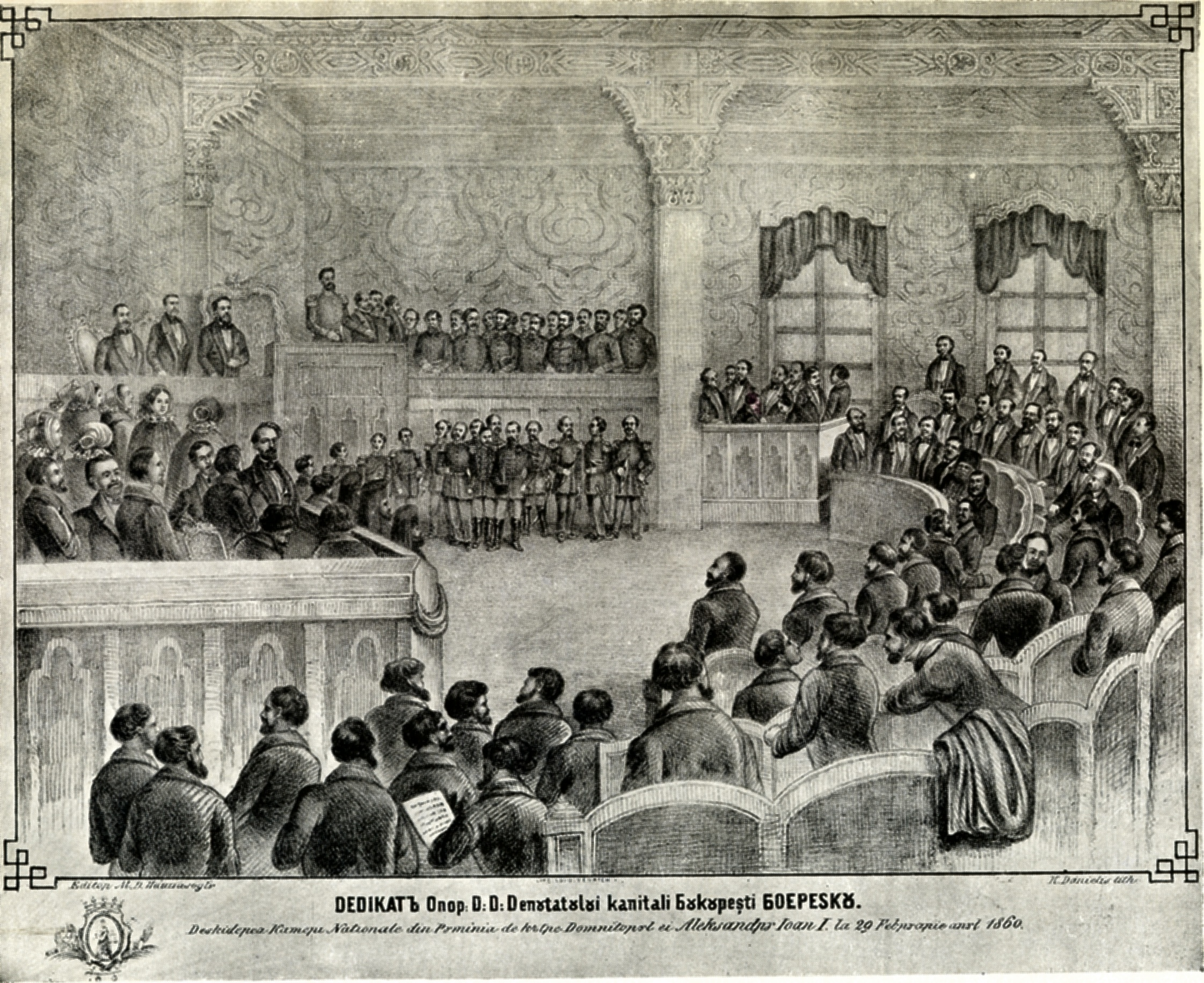
24 ianuarie: Deschiderea primului parlament al României.

### Ianuarie
- 22 ianuarie: Se formează primul guvern unic al Principatelor Unite ale Moldovei și Țării Românești, condus de conservatorul Barbu Catargiu.
- 24 ianuarie: Se deschide primul parlament al României, iar București este proclamată capitala țării.

### Aprilie
- 6-7 aprilie: Bătălia de la Shiloh. A doua confruntare majoră din Războiul Civil American disputată între forțele unioniste și cele confederale, câștigată de forțele unioniste.
- 25 aprilie-1 mai: Capturarea de la New Orleans. Bătălie navală în cadrul Războiului Civil American.

### Iunie
- 25 iunie-1 iulie: Bătălia de Șapte Zile. Lupte din timpul Războiului Civil American, care au împiedicat Uniunea să ocupe Richmond, Virginia.

### Iulie
- 21 iulie: Se pune piatra de temelie a clădirii Opéra Garnier din Paris.
- 29 iulie: Alexandru Ioan Cuza pune piatra de temelie a sediului Azilul Doamnei Elena Doamna. Arhitectul fiind Carol Benesch.

### August
- 1 august: Este constituit Ministerului Afacerilor Străine al României.
- 29-30 august: Bătăliile de la Bull Run. A doua dintr-o serie de două bătălii din timpul Războiului Civil American purtate pe un râu lângă Manassas, Virginia.

### Septembrie
- 17 septembrie: A avut loc Bătălia de la Antietam. Luptă decisivă, soldată cu pierderi mari, din timpul Războiului Civil American, care a oprit înaintarea forțelor confederate în Maryland. Au decedat 26.100 de persoane.
- 22 septembrie: Otto von Bismarck devine prim-ministru al Prusiei.

### Nedatate
- martie: Inundație în București. Sute de famili au rămas fără adăpost, domnitorul Cuza adoptă doi orfani.
- 1862 - 4 iulie 1863: Campania de la Vicksburg. O serie de bătălii din timpul Războiului Civil American.
- A fost fondată în SUA, Union Pacific Railroad Co, companie care a extins calea ferată americană până la Pacific.
- Este constituită "Direcția Generală a Arhivelor Statului", prin unirea arhivelor din București și din Iași.
- Este constituită "Societatea Română de arme, gimnastică și dare de seamă", prima asociație sportivă din România.
- Este constituită "Societatea Română de Științe".

## Arte, știință, literatură și filozofie

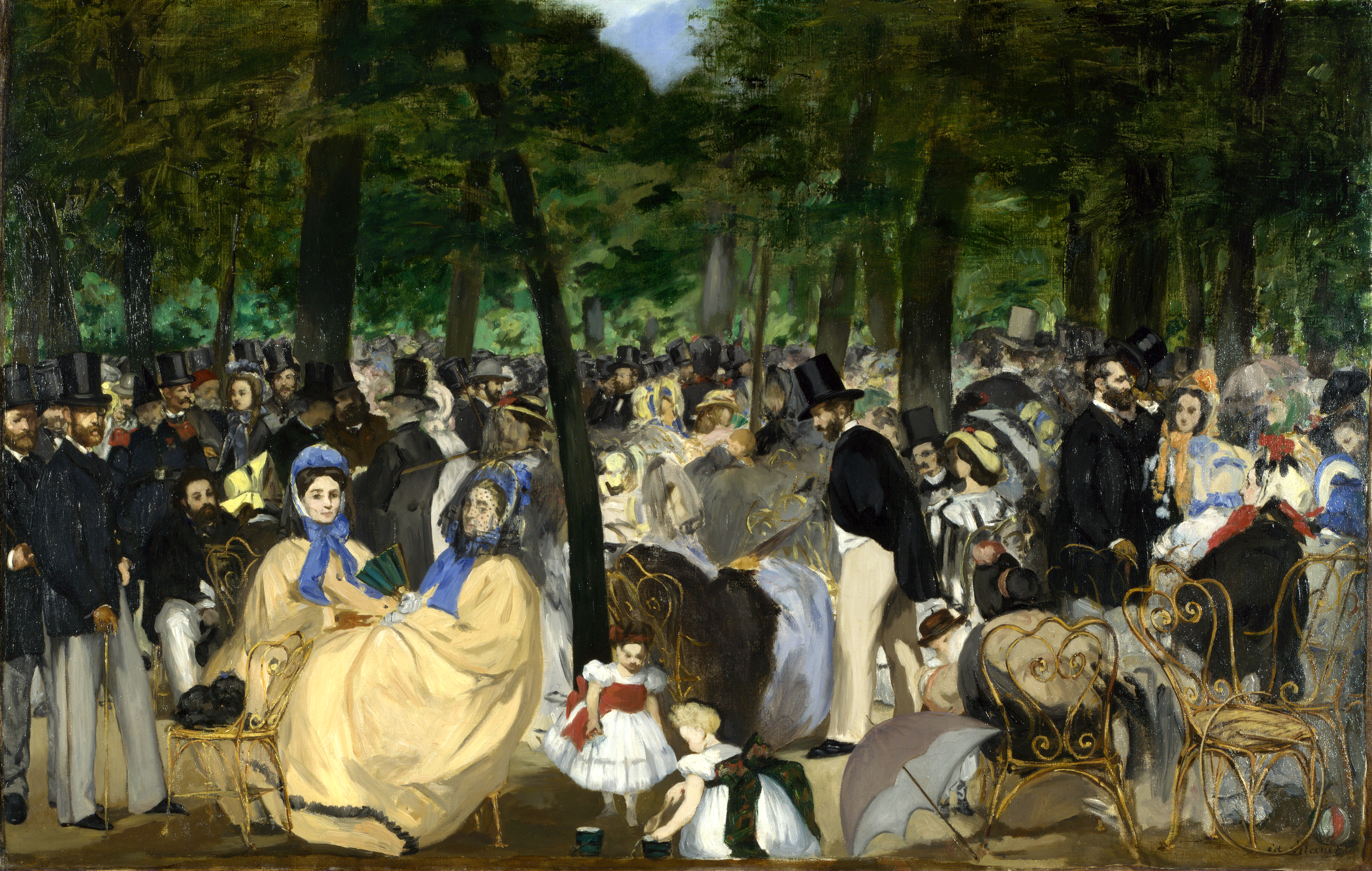
Concert în parcul Tuileries, pictură de Édouard Manet

- Édouard Manet pictează Concert în parcul Tuileries.
- Friedrich Nietzsche publică Fatum und Geschichte (Destin și istorie) și Willensfreiheit und Fatum (Libertatea voinței și destinul).
- Gustave Flaubert publică Salammbô.
- La Brașov apare volumul Din poeziele lui Andreiu Murășanu, singurul său volum de poezii.
- Louis Pasteur și Claude Bernard realizează primul test de pasteurizare.
- Victor Hugo publică Mizerabilii.

## Nașteri
- 23 ianuarie: David Hilbert, matematician german (d. 1943)
- 12 februarie: Alexandru Davila, dramaturg și om de teatru român, fiul doctorului Carol Davila (d. 1929)
- 28 martie: Aristide Briand, politician și om de stat francez, laureat al Premiului Nobel (d. 1932)
- 27 mai: Alexandru Voevidca, folclorist și muzicolog român (d. 1931)
- 7 iunie:Philipp Lenard, fizician german, laureat al Premiului Nobel (d. 1947)
- 2 iulie: William Henry Bragg, fizician și chimist englez (d. 1942)
- 14 iulie: Gustav Klimt, pictor și decorator austriac (d. 1918)
- 7 august: Victoria de Baden, soția regelui Gustaf al V-lea al Suediei (d. 1930)
- 22 august: Claude Debussy (n. Achille-Claude Debussy), compozitor francez (d. 1918)
- 29 august: Maurice Maeterlinck, poet, eseist și dramaturg belgian, laureat al Premiului Nobel (d. 1949)
- 1 septembrie: Lazăr Edeleanu, chimist român (d. 1941)
- 19 octombrie: Auguste Lumière, inventator francez împreună cu fratele său Louis Jean (d. 1954)
- 5 decembrie: Nicolae Filipescu, politician român (d. 1916)
- 26 decembrie: Kakuzo Okakura, scriitor japonez (d. 1913)

## Decese
- 10 ianuarie: Samuel Colt, 47 ani, inventator american (revolver), (n. 1814)
- 18 ianuarie: John Tyler, 71 ani, al 10-lea președinte al Statelor Unite ale Americii (1841-1845), (n. 1790)
- 3 martie: Augusta de Reuss-Köstritz (n. Auguste Mathilde Wilhelmine Reuß zu Köstritz), 39 ani, Mare Ducesă de Mecklenburg-Schwerin (n. 1822)
- 21 martie: Alfred Candidus Ferdinand zu Windisch-Graetz, 74 ani, general austriac (n. 1787)
- 6 mai: David Henry Thoreau, 44 ani, eseist, scriitor, filosof american (n. 1817)
- 8 iunie: Barbu Catargiu, 54 ani, jurnalist și politician român, prim-ministru al Principatelor Române (n. 1807)
- 24 iulie: Martin Van Buren (Old Kinderhook), 79 ani, al 8-lea președinte al Statelor Unite ale Americii (1837-1841), (n. 1782)

### Nedatate
- ianuarie: Alexandru D. Ghica, 66 ani, primul domnitor al Țării Românești (1834-1842), (n. 1796)